# Боряна Христова
Боряна Владимирова Христова е българска културна изследователка, филолог медиевист, професор в Софийския университет „Св. Климент Охридски“.

## Биография
Родена е на 21 октомври 1952 г. в София. През 1975 г. завършва висше образование в Софийския държавен университет, специалности „Българска филология“ и „Английска филология“.
През 1982 г. защитава дисертационен труд за присъждане на научната и образователна степен „доктор“ на тема „Рилският книжовен център през XV век: палеографско и литературно-историческо изследване“ с научен ръководител Божидар Райков. През 1996 г. защитава дисертационен труд за присъждане на научната степен „доктор на филологическите науки“ на тема „Владислав Граматик“. През 1998 г. е избрана за старши научен сътрудник I степен (днес се приравнява на професор) от Специализирания съвет по литературознание към ВАК. През 2014 г. е избрана за професор в катедра „Библиотекознание, научна информация и културна политика“ към Философския факултет на Софийския университет.
От 1975 до 1998 г. е експерт по славянски ръкописи от X до XIX век в Народната библиотека „Кирил и Методий“.
През 2000 г. е стипендиант на фондацията „Мелон“ в института „Уорбърг“ – Лондон.
От 1998 до 2016 г. е директор на Националната библиотека „Св. св. Кирил и Методий“.
Зам.-министър на културата е в служебното правителство на Огнян Герджиков (27 януари – 4 май 2017 г.).

## Награди
Носител е на орден „Св. св. Кирил и Методий“ I степен (2007).
Носител е на наградите „Тракийска гробница“ и „Летнишко съкровище“ на Министерство на културата.
Медал „100 години НБКМ“.
Носител е на почетните знаци на СУ „Св. Климент Охридски“, на Народното събрание на Република България и на Съюза на народните читалища, както и на почетния знак „Сто години българо-американски дипломатически отношения 1903 – 2003“.
Почетни плакети „Иван Вазов“, „Васил Левски“, „Христо Ботев“ и „Борис Христов“ за заслуги в популяризирането на дейността и творчеството им.
Златна значка за заслуги в областта на книгата и четенето на Европейската комисия по култура.
Златна значка на Общобългарско сдружение „Мати Болгария“.
Носител е на отличието „Рицар на книгата“ на издателство „Сиела“ и Асоциация „Българска книга“ за цялостен принос (2008).